# Мякенька Тетяна Андріївна
Тетяна Андріївна Мякенька (нар. 15 жовтня 1997, Маріуполь, Україна) — українська, а згодом російська жінка-борець вільного стилю, призер чемпіонату Росії, майстер спорту Росії (2012).

## Кар'єра
Свою спортивну кар'єру у вільній боротьбі Тетяна Мякенька розпочала у рідному місті Маріуполі, тренуючись у КДЮСШ № 3. Її першим тренером став Андрій Єфремов. Тричі ставала чемпіонкою України в юніорських вікових категоріях, але в умовах війни на сході України наприкінці 2014 року виїхала з України. Вона почала виступати під прапором країни-окупанта Російської Федерації. У квітні 2015 року виграла чемпіонат Росії серед юніорок в Улан-Уде . У червні 2017 року на чемпіонаті Росії у Каспійську здобула бронзову медаль.

## Спортивні результати
- Чемпіонат Європи серед кадетів 2013 — 5;
- Чемпіонат Європи серед кадетів 2014 — 5;
- Чемпіонат Росії з жіночої боротьби 2017 — ;